# Manuel Doblaré
Manuel Doblaré Castellano (Córdoba, 25 de julio de 1956) es un investigador y doctor en ingeniería mecánica, catedrático de la Universidad de Zaragoza, académico de la Real Academia de Ingeniería de España (medalla n.º LX) y de la Real Academia de Ciencias Exactas, Físicas, Químicas y Naturales de Zaragoza. De 2011 a 2017 dirigió la división científica de la multinacional Abengoa.